# Carola Calello
Carola Calello (* 12. Juli 1977 in San Carlos de Bariloche, Río Negro) ist eine ehemalige argentinische Skirennläuferin. Sie ging in allen Disziplinen an den Start und nahm zweimal an Olympischen Winterspielen teil.

## Biografie
Carola Calello stammt wie die bekannte Skifamilie Simari Birkner aus San Carlos de Bariloche am Ostrand der Anden. Sie begann im Alter von vier Jahren mit dem Skifahren und trat dem heimischen Club Andino Bariloche bei. 1989 reiste sie mit einer Abordnung des Vereins nach Andorra und verschrieb sich dem Rennsport.

### Jugend und South American Cup
Ihren ersten internationalen Auftritt hatte Calello im März 1993, als sie an den Juniorenweltmeisterschaften in Colere teilnahm. Als bestes Ergebnis belegte sie Rang 26 in der Kombination. Bei zwei weiteren JWM-Antritten erreichte sie 1996 einen 18. Platz im Super-G am Hoch-Ybrig als Topresultat. Im Februar 1994 vertrat sie Argentinien neben zwei Teamkolleginnen bei den Olympischen Winterspielen in Lillehammer, wo sie den Super-G als 45. beendete. Im darauffolgenden August gewann sie die ersten drei Riesenslaloms des neu geschaffenen South American Cup (SAC) und setzte sich auch in der Gesamtwertung durch. Die Wintersaison 1994/95 schloss sie mit dem Gewinn der argentinischen Meistertitel in Super-G und Riesenslalom ab, im Sommer konnte sie neben ihren ersten FIS-Rennen den Gesamtsieg im SAC wiederholen.

### Großereignisse und Weltcup
Im Februar 1996 nahm sie in der Sierra Nevada erstmals an Weltmeisterschaften teil und ging in Abfahrt und Super-G an den Start. Auch im nächsten Jahr vertrat sie ihr Land bei den Titelkämpfen in Sestriere, wo sie mit Rang 16 in der Kombination ihr bestes Ergebnis bei einem Großereignis aufstellte. Am Ende der Saison gewann sie ihren ersten von zwei nationalen Meistertiteln im Slalom. Im Sommer 1997 kürte sie sich auch bei der dritten Austragung des SAC zur Gesamtsiegerin. Bei den Olympischen Winterspielen in Nagano erreichte Calello mit den Rängen 19 und 25 in Kombination und Slalom ihre besten olympischen Platzierungen. Im Februar 1999 bestritt sie in Vail ihre letzten Weltmeisterschaften und schied in Riesenslalom und Slalom jeweils im ersten Durchgang aus. Im SAC musste sie sich knapp María Belén Simari Birkner geschlagen geben. Am 26. Februar 2000 gab Calello im Super-G am Patscherkofel ihr Weltcup-Debüt, das mit Rang 42 endete. Trotz Qualifikation für die Olympischen Winterspiele 2002 in Salt Lake City, zog sie sich 2001 aus dem Rennsport zurück.
Calello war die längste Zeit ihrer Karriere auf sich alleingestellt, musste alle Reisen selbst organisieren und ihre Ski eigenhändig präparieren. Die Damenmannschaft des ÖSV zeigte sich bei einem gemeinsamen Training in Argentinien davon beeindruckt. Laut eigenen Angaben legte Calello im Monat rund 15.000 km per Mietauto zurück.
Carola Calello ist verheiratet und Mutter zweier Kinder.

## Erfolge

### Olympische Winterspiele
- Lillehammer 1994: 45. Super-G
- Nagano 1998: 19. Kombination, 25. Slalom, 34. Abfahrt, 41. Super-G

### Weltmeisterschaften
- Sierra Nevada 1996: 31. Abfahrt, 36. Super-G
- Sestriere 1997: 16. Kombination, 34. Abfahrt, 37. Super-G

### South American Cup
- Saison 1994: 1. Gesamtwertung, 1. Riesenslalomwertung[A 1]
- Saison 1995: 1. Gesamtwertung, 1. Riesenslalomwertung, 3. Super-G-Wertung, 5. Abfahrtswertung
- Saison 1997: 1. Gesamtwertung, 1. Riesenslalomwertung, 5. Abfahrtswertung
- Saison 1999: 2. Gesamtwertung, 2. Gesamtwertung, 2. Slalomwertung
- 14 Podestplätze, davon 7 Siege:

| Datum           | Ort            | Land        | Disziplin    |
| --------------- | -------------- | ----------- | ------------ |
| 7. August 1994  | Bariloche      | Argentinien | Riesenslalom |
| 9. August 1994  | Bariloche      | Argentinien | Riesenslalom |
| 20. August 1994 | Cerro Chapelco | Argentinien | Riesenslalom |
| 11. August 1995 | Bariloche      | Argentinien | Riesenslalom |
| 13. August 1997 | Bariloche      | Argentinien | Riesenslalom |
| 1. August 1999  | Chapelco       | Argentinien | Riesenslalom |
| 6. August 1999  | Catedral       | Argentinien | Slalom       |

1. ↑  Die Rennen des South American Cup werden jährlich im August und September (Südwinter) ausgetragen und bereits der kommenden, internationalen Saison zugerechnet.

### Juniorenweltmeisterschaften
- Monte Campione 1993: 26. Kombination, 51. Slalom, 54. Riesenslalom, 66. Super-G
- Lake Placid 1994: 35. Riesenslalom, 37. Super-G, 47. Abfahrt
- Hoch-Ybrig 1996: 18. Super-G, 21. Riesenslalom, 28. Slalom, 34. Abfahrt

### Weitere Erfolge
- 4 argentinische Meistertitel (Super-G 1995, Riesenslalom 1995 und Slalom 1997, 1999)
- 10 Siege bei anderen nationalen Meisterschaften
- 11 Siege in FIS-Rennen